# Coyote System
Une proposition de fusion est en cours entre Coyote (système) et [[préciser l’autre article en second paramètre ; conserver les deux noms dans le même ordre dans le bandeau de fusion de l’autre article.]].
Pour les articles homonymes, voir Coyote (homonymie).
Coyote System est une entreprise technologique française fondée en 2005, spécialisée dans l'assistance d'aide à la conduite et l'information routière communautaire en temps réel. Elle conçoit et commercialise des boîtiers connectés, une application mobile, ainsi qu’un service de récupération de véhicules volés appelé Coyote Secure.
À l'origine, acteur sur le marché des avertisseurs de radar, la société a infléchi son positionnement vers l'aide à la conduite, notamment à cause de l'évolution législative dans ce domaine.

## Historique

### Création
En 2002, Fabien Pierlot, lance un service audiotel surtaxé d'information sur la position des radars fixes : Flash Info.
La société Coyote System est créée en 2005 par Pierlot, diplômé de l'École supérieur de commerce de Troyes.

### Période Benetton
Fin 2009, 21 Centrale Partners entre au capital de Coyote System. Ce fonds d'investissement, dirigé par Alessandro Benetton est un fonds privé qui opère dans le capital-investissement et le capital-développement.
En mai 2011, le gouvernement Fillon du président de la République Nicolas Sarkozy prévoit une loi interdisant l'utilisation des avertisseurs de radar. Sentant le vent de la menace, le fondateur de la société mobilise les automobilistes et monte au créneau auprès des parlementaires. Il réussit à sauver son concept en le transformant en un système d'assistance d'aide à la conduite qui permet d'avertir le conducteur des zones dangereuses (dont font partie, entre autres, les radars).
En 2012, Didier Quillot, ancien président d'Orange France entre au conseil de surveillance de 21 Centrale Partners et est nommé à la présidence de Coyote System.
En 2014, la société réfléchit à une introduction en bourse, 21 Centrale Partners désirant se retirer. Cette réflexion sera contrecarrée par la chute des marchés boursiers à l'automne 2014.

### Reprise en main par le fondateur
En janvier 2015, le fonds d'investissement 21 Centrale Partners (qui détenait 50 % du capital) et l'animateur Arthur (qui détenait 10 % du capital) sortent du capital de Coyote System. Les fondateurs (Fabien Pierlot et Jean-Marc Van Laethem), au sein de la structure Coyote Partners, montent à hauteur de 80 % du capital (ils détenaient auparavant 40 % du capital). La société est alors valorisée 120 millions d'euros. Le fonds d'investissement HLD (dont les fondateurs sont Jean-Philippe Hecketsweiler, M. Lafonta et Philippe Donnet) prend une participation de 20 % au capital de Coyote System. En avril 2015, Benoît Lambert est nommé Directeur Général de Coyote.

## Principal concurrent
Le principal concurrent sur le marché est Waze qui, racheté par Google, bénéficie de la puissance financière de ce dernier et de la gratuité de son application mobile qui, de plus, ne nécessite pas de boîtier contrairement à Coyote (à noter que l'application Coyote est aussi disponible sur mobile).

## Données financières
|                                          | 2006 | 2007 | 2008 | 2009 | 2010 | 2011 | 2012 | 2013 | 2014 | 2015 | 2016 | 2017 | 2018 |
| ---------------------------------------- | ---- | ---- | ---- | ---- | ---- | ---- | ---- | ---- | ---- | ---- | ---- | ---- | ---- |
| Chiffre d'affaires (en millions d'euros) | ?    | 4,3  | 10   | 30   | 53   | 75   | ?    | 92,4 | 105  | ?    | 110  | 120  | 130  |